# Говоруха Олександр Миколайович
Олекса́ндр Микола́йович Говору́ха (29 червня 1994 — 15 лютого 2015) — солдат Збройних сил України.

## Життєвий шлях
8 лютого 2014-го підписав контракт. В часи війни — доброволець, навідник, перша протитанкова батарея протитанкового дивізіону, 55-та окрема артилерійська бригада.
14 лютого 2015-го перед північчю зазнав множинних осколкових поранень внаслідок артилерійського обстрілу терористами під Дебальцевим.
Лікарі 2 доби боролися за його життя. Помер від поранень у лікарні Артемівська.
Без Олександра лишилися батьки, старший брат.
Похований у місті Запоріжжя 21 лютого 2015-го, Леванівське кладовище.

## Нагороди та вшанування
За особисту мужність і героїзм, виявлені у захисті державного суверенітету та територіальної цілісності України, вірність військовій присязі під час російсько-української війни, відзначений — нагороджений
- орденом «За мужність» III ступеня (посмертно)
- нагрудним знаком «Гідність та Честь» (посмертно) (1.9.2015)
- відзнакою Всеукраїнської громадської організації «Спілка ветеранів та працівників силових структур України „ЗВИТЯГА“» Орденом «За вірність присязі» (1.9.2015)
- орденом «За заслуги перед Запорізьким краєм» третього ступеня (посмертно) (14.3.2016)
- в травні 2016 року у Запоріжжі відкрито меморіальну дошку Олександру Говорусі на вулиці, яку перейменовано на його честь[1]